# Corte (Capodistria)
Corte (Dvori in sloveno pronuncia [ˈdʋoːɾi]) è un insediamento (naselje) di 26 abitanti, della municipalità di Capodistria della regione statistica Carsico-litoranea della Slovenia.
L'area faceva tradizionalmente parte della regione storica del Litorale, ora invece è inglobata nella regione Carsico-litoranea.